# Katholieke Hernieuwing
Katholieke hernieuwing is de Nederlandse benaming van een oorspronkelijk Franse, later Europese ideologische beweging, Renouveau catholique. Zij streefde ernaar om de als onbevredigend ervaren resultaten van de Franse Revolutie en de daaraan voorafgaande opvattingen als de Verlichting, het liberalisme, het positivisme en het naturalisme, ongedaan te maken. Zij kwam het meest naar voren in de jaren 1850-1920 in West- en Midden-Europa. De aanhangers ervan verwierpen het traditionele katholicisme en zij richtten zich met hun geromantiseerd verlangen naar de Middeleeuwen op een vitalistische en vaak revolutionaire wijze op een hernieuwd christendom. Hierbij werd uitgegaan van maatschappelijke utopieën en werd gestreefd naar een geestelijke terugkeer naar de ideeën van mystici als Thomas van Aquino. Uitgangspunt van deze ideologie was de ‘herkerstening’ van de wereld in strikt klassieke katholieke zin. In deze ‘herkerstening’ trachtten de aanhangers de wereld van vóór 1789 terug te vinden, met een samenleving gegrondvest op religieuze uitgangspunten.
In Frankrijk waren met deze ideologie verbonden schrijvers als François-René de Chateaubriand, Louis de Bonald, Joseph de Maistre, Félicité Robert de Lamennais, Frédéric Ozanam, Charles de Montalembert, Louis Veuillot, Octave Feuillet, Paul Féval, Barbey d'Aurevilly, Ernest Hello, Léon Bloy, Jacques Maritain en Blanc de Saint-Bonnet. Hier was de beweging hoofdzakelijk literair gericht. Tijdens de jaren 1880 bemoeide de beweging zich met de Franse binnenlandse politiek door de seculiere politici van de Derde Republiek te bekritiseren. Dankzij de Eerste Wereldoorlog namen de verschillen tussen katholieken en tegenstanders van de invloed van de kerk af. Reactionaire overblijfselen van de beweging overleefden in de ideologie van Action Française. 
In Duitsland lag het accent op filosofische aspecten van de hernieuwing, waarbij de katholieke aspecten soms op de achtergrond geraakten.
In Nederland waren Wouter Lutkie, Pieter van der Meer de Walcheren en Emile Verviers de meest naar buiten tredende vertegenwoordigers ervan. Hier lag het hoofdaccent op de politieke invalshoek van de beweging. In de Nederlandse politiek is evenwel geen invloed aantoonbaar van de aanhangers van de Renouveau catholique, hoewel in het tijdschrift Katholieke Staatkunde, evenals in zijn opvolger Opbouwende Staatkunde is getracht invloed te verkrijgen op zowel landsbestuur als op het Nederlandse episcopaat.
In het Katholiek Documentatie Centrum te Nijmegen is een grote collectie literatuur (monografieën, biografieën en tijdschriften aanwezig, gewijd aan de Katholieke Vernieuwing (Catholique renouveau).